# Xinji
Koordinaten: 37° 53′ N, 115° 18′ O
Die Stadt Xinji (chinesisch 辛集市, Pinyin Xīnjí Shì) ist eine kreisfreie Stadt der bezirksfreien Stadt Shijiazhuang, der Hauptstadt der Provinz Hebei der Volksrepublik China. Sie hat eine Fläche von 951,5 km² und zählt 615.919 Einwohner (Stand: Zensus 2010).

## Administrative Gliederung
Auf Gemeindeebene setzt sich die kreisfreie Stadt aus acht Großgemeinden und sieben Gemeinden zusammen. 